# Семейка (Воронежская область)
Семе́йка — село в Подгоренском районе Воронежской области.
Административный центр Семейского сельского поселения.

## География
Село находится на правом берегу реки Дон, на расстоянии 26 км к юго-востоку от посёлка городского типа Подгоренский, административного центра района.

### Часовой пояс
Село Семейка, как и вся Воронежская область, находится в часовой зоне МСК (московское время). Смещение применяемого времени относительно UTC составляет +3:00.

## Население
| 1859 | 1897  | 2010 |
| ---- | ----- | ---- |
| 2144 | ↗2174 | ↘325 |

## Улицы
- ул. Молодёжная,
- ул. Подгорная,
- ул. Центральная.